# Liste der Kulturdenkmäler in Gewissenruh
Die folgende Liste enthält die in der Denkmaltopographie ausgewiesenen Kulturdenkmäler auf dem Gebiet des Ortsteils Gewissenruh der Gemeinde Wesertal, Landkreis Kassel, Hessen.
Hinweis: Die Reihenfolge der Denkmäler in dieser Liste orientiert sich an der Anschrift, alternativ ist sie auch nach der Bezeichnung oder der Bauzeit sortierbar.
Kulturdenkmäler werden fortlaufend im Denkmalverzeichnis des Landes Hessen durch das Landesamt für Denkmalpflege Hessen auf Basis des Hessischen Denkmalschutzgesetzes (HDSchG) geführt. Die Schutzwürdigkeit eines Kulturdenkmals hängt nicht von der Eintragung in das Denkmalverzeichnis des Landes Hessen oder der Veröffentlichung in der Denkmaltopographie ab.

## Gewissenruh
| Bild            | Bezeichnung                      | Lage               | Beschreibung | Bauzeit | Daten |
| --------------- | -------------------------------- | ------------------ | ------------ | ------- | ----- |
| Bild gesucht BW | Nebenerwerbsanwesen Dorfstraße 3 | Dorfstraße 3 Lage  |              |         |       |
| Bild gesucht BW | Gebäudegruppe Dorfstraße 4       | Dorfstraße 4 Lage  |              |         |       |
| weitere Bilder  | Kirche                           | Dorfstraße 12 Lage |              |         |       |
| Bild gesucht BW | Bauernhof Dorfstraße 19          | Dorfstraße 19 Lage |              |         |       |
| Bild gesucht BW | Einhaus Dorfstraße 24            | Dorfstraße 24 Lage |              |         |       |
| Bild gesucht BW | Fachwerkwohnhaus Dorfstraße 32   | Dorfstraße 32 Lage |              |         |       |
| Bild gesucht BW | Hakenhof Dorfstraße 33           | Dorfstraße 33 Lage |              |         |       |